# Templo de Set
O Templo de Set é uma sociedade ocultista iniciatória que afirma ser a principal organização religiosa do Caminho da Mão Esquerda no mundo. Ela professa a filosofia Setiana e a prática paranormal.

## História
O templo de Set foi criado em 1975 pelo tenente-coronel do Exército dos EUA Michael Aquino e alguns membros do sacerdócio da Igreja de Satanás, que saiu devido a divergências administrativas e filosófica com o seu fundador, e, como afirmou Aquino, ele estava revoltado com a corrupção dentro da Igreja de Satanás. O Templo de Set foi constituído na Califórnia no mesmo ano como uma igreja sem fins lucrativos.

## Organização
O Templo de Set é uma escola de  ocultismo iniciático em que varia graus diferentes de conhecimento, experiência, e apreensão da Metafísica.
O Templo de Set detém um conclave anual onde os membros do Templo podem se reunir para conhecer e trocar idéias. As oficinas são realizadas nas quais os membros discutem uma ampla variedade de temas e atividades. O conclave geralmente dura cerca de uma semana e é realizado em vários locais do mundo, embora geralmente ocorram dentro do Estados Unidos. Há também ocasionais encontros regionais, organizados e participados por  Setianos interessados, realizando tudo por sua própria iniciativa.

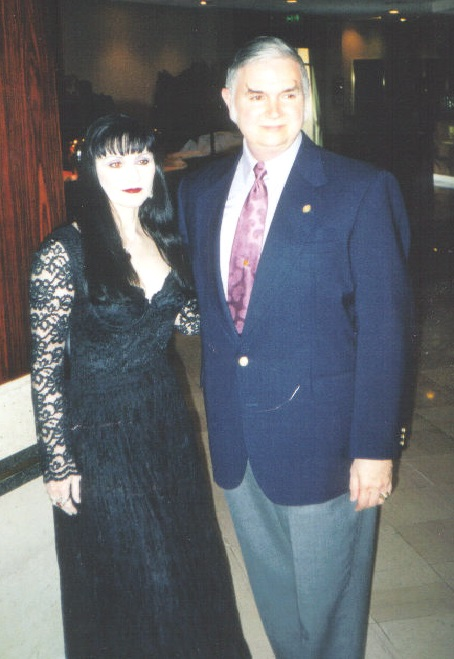
Aquino e sua esposa em um conclave da Ordem em 1999.

Além da organização internacional, o Templo patrocina Ordens iniciáticas e grupos locais chamados “Pylons”. Os Pylons geralmente exploram uma ampla gama de temas metafísicos e exercícios, uma vez que seus membros são determinados em grande parte pela localização de suas casas.
O Templo também coloca à disposição dos membros uma variedade de recursos informativos para consulta individual, quando procurado. A central desses recursos é a Jewelled Tablets of Set, que contêm informações relevantes para a Graduação da Organização. A essência dos seus ensinamentos podem ser encontrados no material fornecido para o I*  do Templo, The Crystal Tablet of Set. Todos os volumes na série são construídos a partir do fundamento desse documento.
O Templo adere às políticas de adesão selectiva, mas menos da metade de todos os candidatos são aceitos para a adesão com um período de reconhecimento de dois anos.  A composição do templo tem uma taxa de desistência bastante grande, pois  a maioria dos membros, eventualmente, deixa a Ordem  por uma ampla variedade de razões. Apenas uma minoria de membros permanecem com o Templo por mais de uma década. Os membros pagam uma taxa de adesão. O Templo admite membros em todos os continentes exceto a Antártida, apesar de ser em grande parte uma organização baseada nos EUA.
Todos os oficiais e trabalhadores no interior do Templo de Set são voluntários. Alguns recebem o reembolso das despesas efectuadas para o Templo; nenhum recebem um salário. Todos os funcionários são selecionados a partir do Sacerdócio. [carece de fontes?]

## Filosofia
A filosofia do Templo de Set pode ser resumida como "o individualismo esclarecido": promoção e melhoria de si mesmo pela formação pessoal, experiência, e de iniciação. Este processo, necessariamente diferente e distinto para cada indivíduo, é chamado dentro do Templo pelo termo  hieroglífico  “Kheper” como o Templo de Set prefere escrever. ”Xeper”  é simbolizado pelo escaravelho, significando o renascimento pessoal e a imortalidade dentro do Templo de Set.  O termo é considerado central para a filosofia e a prática Setiana, tendo sido introduzida na fundação do Templo de Set de 1975, quando Aquino fez a alegação de que o deus egípcio Set comunicou a palavra Xeper no sentido de "tornar-se" a ele durante o "North Solstice X Working" aka "The Santa Barbara Working." A Palavra foi re-pronunciada em 1996 por D. Webb, na tradução mais apurada  "Eu vim a ser." 
Setianos reconhecem vários níveis ou graus de iniciação,  identificando os seus membros por eles. Esses graus são:
- Setian ( Primeiro Grau)
- Adept ( Segundo Grau)
- Priest / Priestess ( Terceiro Grau)
- Magister / Magistra Templi ( Quarto Grau)
- Magus / Maga ( Quinto Grau)
- Ipsissimus / Ipsissima ( Sexto Grau)

O sacerdócio do Templo de Set é restrito a membros de Terceiro Grau ou superior. A adesão plena se dá no reconhecimento ao segundo grau, que tem um prazo de cerca de dois anos. O reconhecimento é feito por membros do sacerdócio, mas cabe ao indivíduo encontrar um padre para trabalhar para este fim. No entanto, não há definição dos critérios de reconhecimento ou de qualquer obrigação do sacerdócio para trabalhar com novos iniciados e reconhece-los.[carece de fontes?]